# Parapercis fuscolineata
Parapercis fuscolineata és una espècie de peix de la família dels pingüipèdids i de l'ordre dels perciformes.

## Descripció
- La part superior del cos (de color marró clar) presenta una estreta franja longitudinal marró des de l'origen de l'opercle fins a la base de l'aleta caudal, la qual està vorejada per sobre per una altra franja encara més estreta i gairebé blanca. La meitat inferior del cos mostra dotze bandes verticals, estretes, de color groc i no gens contrastades. Estesa sobre la base dels radis de la meitat superior de la cua, hi ha una taca negra piriforme envoltada de blanc. La resta de l'aleta caudal és clara amb tres franges amples i obliqües de color groc i ocre.
- La part superior del cap és de color rosa-marró, la inferior groc clar i el musell groc.
- Mida del musell inferior a la longitud dels ulls, els quals són grocs amb la part superior envoltada de blau-verd.
- La filera exterior de dents de la mandíbula inferior té vuit canines, mentre que la superior presenta sis ullals desenvolupats.
- Les espines de l'aleta dorsal són de longitud creixent (la primera és dues vegades menor que la quarta).
- 4 espines i 22-23 radis tous a l'aleta dorsal i 19-20 radis tous a l'anal.
- Aleta caudal arrodonida.[2][3]

## Hàbitat i distribució geogràfica
És un peix marí, demersal (entre 170 i 187 m de fondària) i de clima tropical, el qual viu al Pacífic occidental central: les illes Filipines.

## Observacions
És inofensiu per als humans.